# Scott Niedermayer
Scott Robert Niedermayer (ur. 31 sierpnia 1973 w Edmonton) – kanadyjski hokeista występujący na pozycji obrońcy, reprezentant Kanady, złoty medalista olimpijski z Salt Lake City 2002 oraz Vancouver 2010.

## Kariera klubowa
- Kamloops Blazers (1989–1992)
- New Jersey Devils (1991–1998)
- Utah Grizzlies (1998)
- New Jersey Devils (1998–2004)
- Anaheim Ducks (2005–2010)

Niedermayer był jedynym zawodnikiem, który zdobył wszystkie główne trofea w światowym i północnoamerykańskim hokeju; zdobył Memorial Cup, mistrzostwo świata juniorów, mistrzostwo świata seniorów, złoty medal olimpijski, Puchar Stanleya oraz Puchar Świata. Jest więc członkiem Triple Gold Club.
22 czerwca 2010 ogłosił zakończenie kariery w hali w swojego ostatniego klubu Anaheim Ducks – Honda Center w Anaheim. Z drużyną tą zdobył w 2007 jedyny w historii klubu Puchar Stanleya w 2007.
W lidze NHL występował przez 18 lat. Rozegrał 1465 meczów, strzelił 197 bramek i zaliczył 568 asyst.
Transakcje
- 9 czerwca 1991 – do New Jersey Devils draftowany z numerem 3
- 4 sierpnia 2005 – do Mighty Ducks of Anaheim jako wolny agent

## Sukcesy i osiągnięcia
Reprezentacja
- Zimowe igrzyska olimpijskie:
  -  2002
  -  2010
- Mistrzostwa Świata:
  -  2004
- Puchar Świata:
  -  2004
  -  1996

Klubowe
- Puchar Stanleya 1995, 2000, 2003 z New Jersey Devils i 2007 z Anaheim Ducks
- Memorial Cup 1992 z Kamloops Blazers

Indywidualne
- James Norris Memorial Trophy w 2004
- Conn Smythe Trophy w 2007
- Stafford Smythe Memorial Trophy w 1992

Wyróżnienia
- Hockey Hall of Fame: 2013[2]
- Galeria Sławy IIHF: 2015[3]

## Życie prywatne
Niedermayer i jego żona Lisa mają czterech synów, są to: Logan John, Jackson Robert, Joshua Leo and Luke Scott.
Jego brat, Rob Niedermayer, gra w New Jersey Devils, a kuzyn, Jason Strudwick, występuje w Edmonton Oilers.